# Новосілки (Рівненський район)
Новосі́лки — село в Україні,у Здолбунівській міській громаді Рівненського району Рівненської області. Населення становить 565 осіб.

## Розташування
Знаходиться за 15 км в північно-західному напрямку від Острога. Розкинуте на пагорбах.

## Історія

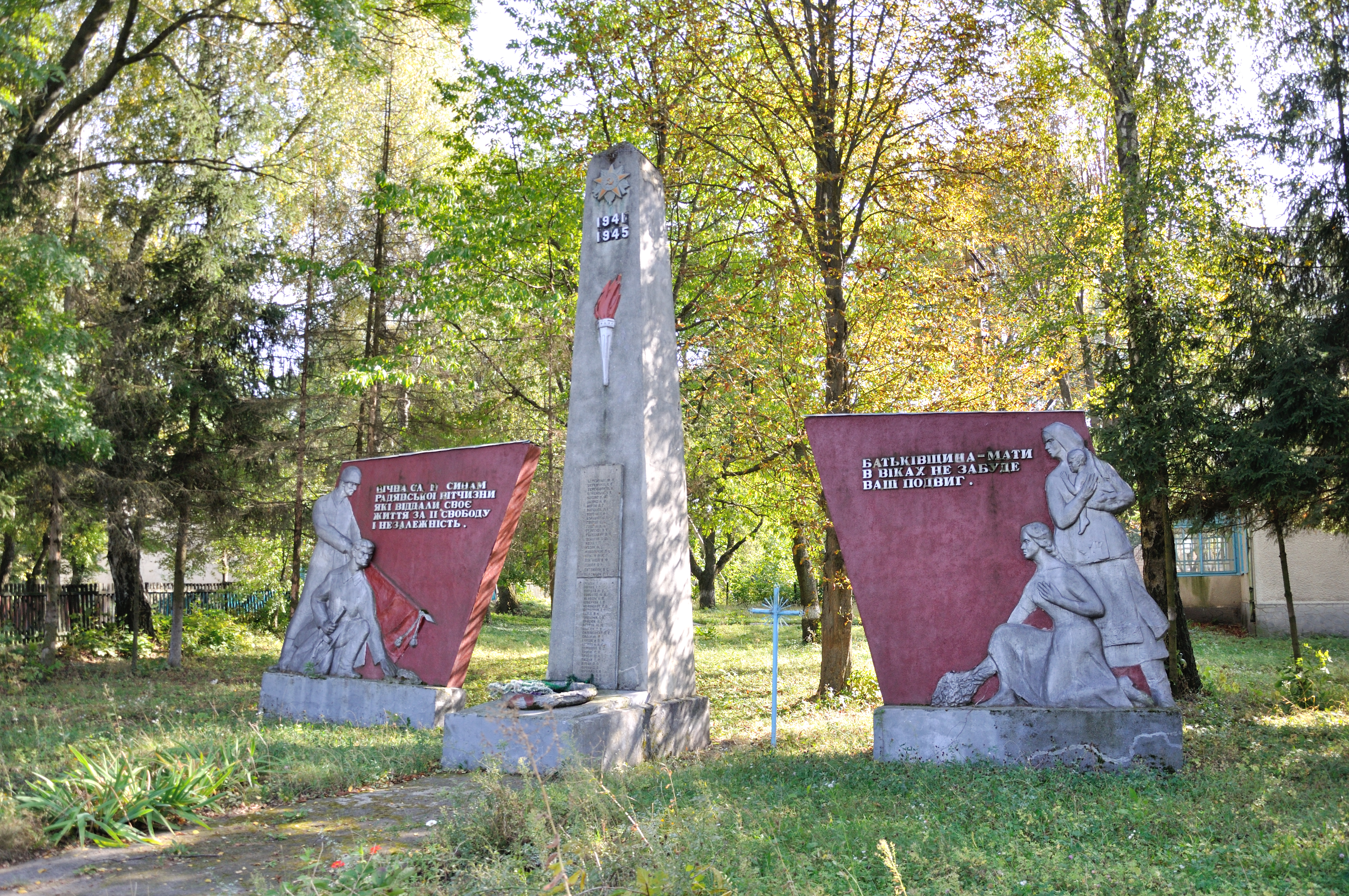
Пам'ятник воїнам-землякам, с. Новосілки, 2.jpg

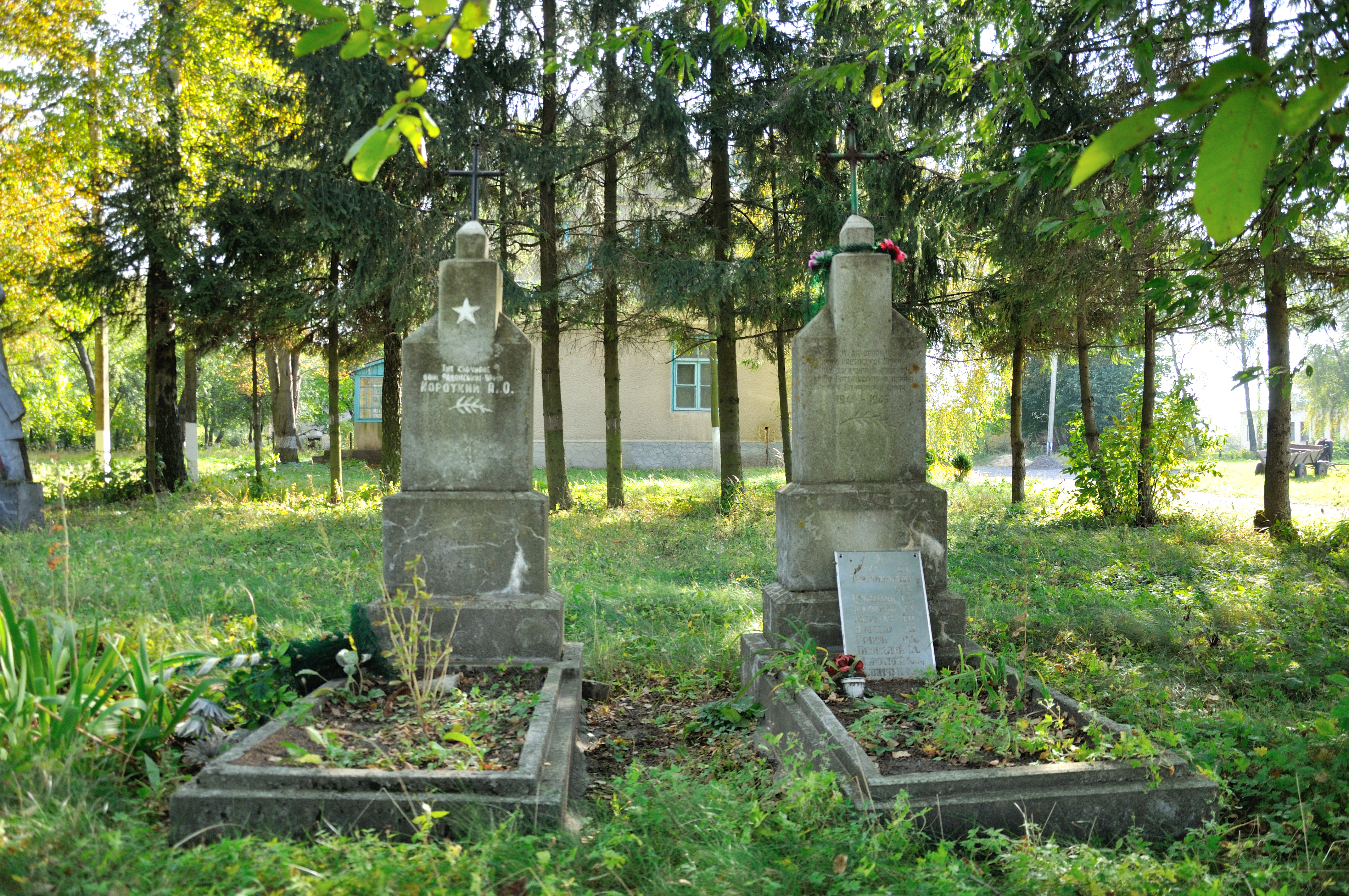
Могили радянських воїнів, с. Новосілки,.jpg

Було власністю князів Острозьких. Останній острозький ординат князь Януш Сангушко 1753 року подарував село великому коронному канцлеру Малаховському. Тадеуш Чацький купив село в Малаховского у 1794році.
У 1906 році село Здовбицької волості Острозького повіту Волинської губернії. Відстань від повітового міста 21 верст, від волості 14. Дворів 116, мешканців 617.
8 лютого 2015 року у селі відбулося перше богослужіння українською мовою після переходу парафії від УПЦ МП.
Відповідно до Розпорядження Кабінету Міністрів України від 12 червня 2020 року № 722-р «Про визначення адміністративних центрів та затвердження територій територіальних громад Рівненської області» увійшло до складу Здолбунівської міської громади.

## Населення
Згідно з переписом УРСР 1989 року чисельність наявного населення села становила 650 осіб, з яких 281 чоловік та 369 жінок.
За переписом населення України 2001 року в селі мешкало 565 осіб.

### Мова
Розподіл населення за рідною мовою за даними перепису 2001 року:
| Мова       | Відсоток |
| ---------- | -------- |
| українська | 99,12 %  |
| російська  | 0,53 %   |
| білоруська | 0,18 %   |